# Estimada Elizabeth
Estimada Elizabeth (títol original en anglès, Eat Wheaties!) és una pel·lícula de comèdia canadenca del 2020 escrita i dirigida per Scott Abramovitch i produïda pel mateix Abramovitch i David Phillips. S'ha doblat al català.

## Premissa
Es tracta d'una adaptació de la novel·la de 2003 de Michael Kun The Locklear Letters actualitzada per a l'era de les xarxes socials. La pel·lícula és protagonitzada per Tony Hale com a Sid Straw, un home que esdevé copresident del comitè de planificació de la Universitat de Pensilvània pel seu retrobament universitari, només per obsessionar-se a demostrar que era amic de l'actriu Elizabeth Banks que eren estudiants.